# McCook County
McCook County är ett administrativt område i delstaten South Dakota, USA, med 5 618 invånare. Den administrativa huvudorten (county seat) är Salem.  

## Geografi
Enligt United States Census Bureau så har countyt en total area på 1 495 km². 1 488 km² av den arean är land och 7 km² är vatten. 

### Angränsande countyn
- Lake County, South Dakota - nordost
- Minnehaha County, South Dakota - öst
- Turner County, South Dakota - sydost
- Hutchinson County, South Dakota - sydväst
- Hanson County, South Dakota - väst
- Miner County, South Dakota - nordväst